# Ла-Сен-сюр-Мер
Ла-Сен-сюр-Мер (фр. La Seyne-sur-Mer) — коммуна на юго-востоке Франции в регионе Прованс — Альпы — Лазурный берег, департамент Вар, округ Тулон, кантоны Ла-Сен-сюр-Мер-1 и Ла-Сен-сюр-Мер-2. Пригород Тулона.
Площадь коммуны — 22,17 км², население — 56 768 человек (2006) с тенденцией к росту: 63 902 человека (2012), плотность населения — 2882,0 чел/км².

## История
Статус коммуны Ла-Сен-сюр-Мер получил в 1657 году. В течение длительного времени (1711—1989) он был важным судостроительным центром. В городе располагалась верфь кампании Forges et chantiers de la Méditerranée.
В годы Второй мировой войны город пострадал от бомбардировок и минирования.
В XXI веке муниципалитет уделяет наибольшее внимание развитию туризма.

## Население
Население коммуны в 2011 году составляло — 62 640 человек, а в 2012 году — 63 902 человека.
| 1962  | 1968  | 1975  | 1982  | 1990  | 1999  | 2006  | 2008  | 2011  | 2012  |
| ----- | ----- | ----- | ----- | ----- | ----- | ----- | ----- | ----- | ----- |
| 33570 | 43783 | 51155 | 57659 | 59968 | 60188 | 56768 | 59999 | 62640 | 63902 |

### Динамика численности населения
Динамика населения:

## Экономика
В 2010 году из 38 429 человек трудоспособного возраста (от 15 до 64 лет) 26 076 были экономически активными, 12 353 — неактивными (показатель активности 67,9 %, в 1999 году — 63,4 %). Из 26 076 активных трудоспособных жителей работали 21 887 человек (11 356 мужчин и 10 531 женщина), 4189 числились безработными (2033 мужчины и 2156 женщин). Среди 12 353 трудоспособных неактивных граждан 3470 были учениками либо студентами, 3939 — пенсионерами, а ещё 4944 — были неактивны в силу других причин.
На протяжении 2010 года в коммуне числилось 28 453 облагаемых налогом домохозяйства, в которых проживало 64 995,0 человек. При этом медиана доходов составила 17 109 евро на одного налогоплательщика.

## Достопримечательности
Сохранились укрепления и церковь XVII века.
Известный футболист Бафетимби Гомис является уроженцем Ла-Сен-сюр-Мер.

## Города-побратимы
- Бути (Италия)
- Бердянск (Украина)
- Маарду (Эстония)

## Фотогалерея
- Пляж Ла-Сен-сюр-Мер
- Порт Ла-Сен-сюр-Мер
- Разводной мост верфи Ла-Сен-сюр-Мер
- Разводной мост
- Форт Балагье[фр.]
- Скала «Два брата»